# Aérodrome de Zakouma
L'aérodrome de Zakouma est un aérodrome situé dans la région de Salamat au Tchad. Il dessert le parc national de Zakouma.